# Beiersch-Bierbrouwerij De Amstel
De Beiersch-Bierbrouwerij De Amstel NV is een voormalige Amsterdamse brouwerij die in 1870 opgericht werd door firma De Pesters, Kooy en Co. Deze firma was een samenwerking tussen compagnons Charles de Pesters en Johannes van Marwijk Kooy. Ze namen daarvoor een vergunning over van C.A. de Pesters en W.E. Uhlenbroek die in februari 1870 toestemming hadden gekregen van de Gedeputeerde Staten van Noord-Holland om een beierse-bierbrouwerij op te richten met een stoommachine en ketel. Als penvoerder wist de firma de nodigde financiers bijeen te krijgen en in 1871 kon ze beginnen met haar werkzaamheden. De brouwerij werd gebouwd in een weiland nabij de Amstel aan de Mauritskade 14-19. De brouwerij werd in 1892 een naamloze vennootschap. 
De brouwerij produceerde in zijn eerste jaar al 10.000 hectoliter bier, waarmee het meer produceerde dan Heineken & Co. De nieuwkomer drukte de Koninklijke Nederlandsche Beijersch-Bierbrouwerij uit de markt en ook Heineken & Co kreeg het steeds zwaarder.
De Amstel Brouwerij had belangen in de volgende brouwerijen:
- Surinaamse Bierbrouwerij N.V. te Paramaribo (1955)
- Jordan Brewery Co. Ltd. te Amman (1958)
- Antilliaanse Bierbrouwerij N.V. te Willemstad (1960)
- Brasserie et Malterie Almaza S.A.L. te Beiroet (sinds 1961) geopend in 1933
- Puerto Rico Brewing Co. Inc./Compania Cervecera de Puerto Rico te Carolina (1964)[4]
- Athenian Brewery S.A. in Athene (1965)

Verder bezat Amstel sinds 1965 een bottelarij en lagerruimte in Helmond waar ongeveer 150 werknemers werkten.
In 1968 werd Amstel overgenomen door de Amsterdamse concurrent Heineken en de brouwerij aan de Mauritskade werd in 1982 stilgelegd en vervolgens gesloopt. De bottelarij in Helmond werd in 1969 al verkocht aan de Skol (Verenigde Bierbrouwerijen Breda-Rotterdam).